# Atheta marinica
Atheta marinica är en skalbaggsart som beskrevs av Thomas Casey 1910. Atheta marinica ingår i släktet Atheta och familjen kortvingar. Inga underarter finns listade i Catalogue of Life.